# Закон Украины «Об осуждении и запрете пропаганды российской имперской политики в Украине и деколонизации топонимии»
Закон Украины «Об осуждении и запрете пропаганды российской имперской политики в Украине и деколонизации топонимии» (укр. Закон України «Про засудження та заборону пропаганди російської імперської політики в Україні і деколонізацію топонімії»; номер — № 3005-IX) — закон, принятый Верховной радой 21 марта 2023 года. Закон предоставил правовую рамку для процесса деколонизации (дерусификации) на Украине, который был начат после вторжения России на Украину в 2022 году.
Закон был принят 248 голосами народных депутатов.

## История
Политика Украины, направленная на декоммунизацию и дерусификацию, началась практически сразу с распадом СССР, однако, апогей этого процесса пришёлся на начало полномасштабного российского вторжения на Украину. В городах и селах происходил снос памятников российским культурным, государственным и общественным деятелям, подлежали переименованию улицы, прямо или косвенно ссылающиеся на Российское государство. Переименования произошли во Львове, Днепре, Киеве и Харькове. В свою очередь, Ивано-Франковск стал первым городом на Украине, полностью избавившимся от русских топонимов.
5 апреля 2022 года в Верховной Раде зарегистрировали проект закона о внесении изменений в Закон Украины «О географических названиях» по деколонизации топонимии и упорядочению использования географических названий в населенных пунктах Украины № 7253. 18 апреля 2022 года Комитет Верховной Рады по вопросам организации государственной власти, местного самоуправления, регионального развития и градостроительства рекомендовал парламенту проголосовать за основу этот законопроект, ведь его принятие должно ускорить десоветизацию и дерусификацию Украины.
21 апреля 2022 года секретарь СНБО Украины Алексей Данилов заявил, что тотальная дерусификация бизнеса, политики и многих сфер украинской жизни неизбежна: «У нас здесь не останется ничего российского».
14 марта 2023 года ряд общественных организаций подписали открытое обращение, в котором призвали Верховную Раду принять согласованный на уровне парламента закон «О деколонизации».
21 марта 2023 года Верховная Рада приняла Закон Украины «Об осуждении и запрете пропаганды российской имперской политики на Украине и деколонизации топонимии».
21 апреля 2023 года Президент Украины Владимир Зеленский подписал закон «О деколонизации».
С 27 июля 2023 года Закон Украины «Об осуждении и запрете пропаганды российской имперской политики в Украине и деколонизации топонимии» вступает в силу.
20 ноября 2023 года Украинский институт национальной памяти подготовил сборник материалов, рекомендаций и документов по выполнению требований Закона Украины «Об осуждении и запрете пропаганды российской имперской политики в Украине и деколонизации топонимии».
К ноябрю 2024 года в рамках применения закона на Украине было переименовано более 25000 улиц, убрано более 1000 памятников.

## Содержание
Закон состоит из 8 статей, в том числе:
1. Сфера действия Закона
2. Определение терминов
3. Осуждение российской имперской политики
4. Запрет пропаганды российской имперской политики
5. Запрет использования и пропаганды символики российской имперской политики
6. Обеспечение условий для проведения исследований и осуществления мер по увековечению памяти о борьбе против российской имперской политики
7. Ответственность за нарушение законодательства о запрещении изготовления, распространения, а также публичного использования символики российской имперской политики
8. Заключительные и переходные положения.

## Основные положения
В Законе Украины «Об осуждении и запрете пропаганды российской имперской политики в Украине и деколонизации топонимии» выписаны значения терминов, например, таких как «пропаганда российской имперской политики», и определена ответственность за нарушение законодательства о запрете изготовления, распространения, а также публичного использования символики российской имперской политики:
- закон касается сфер публичного пространства, топонимики, названий юридических лиц, памятников и памятных знаков и знаков для товаров и услуг;
- признает преступной и осуждает российскую имперскую политику;
- запрещает пропаганду символики российской имперской политики (кроме прописанных в законе исключений), определяет порядок ликвидации такой символики из публичного пространства.
- запрещает присвоение названий, глорифицирующих, увековечивающих, пропагандирующих или содержащих символику российской имперской политики и современной РФ как государства-агрессора, географическим объектам, юридическим лицам и объектам права собственности.

### Сроки и субъекты принятия решений
О переименовании топонимов в пределах населённых пунктов и демонтаже памятников и памятных знаков, не подпадающих под действие охраны законодательства:
- 27 июля 2023 — 27 января 2024: Органы местного самоуправления населенных пунктов (сельские, поселковые, городские советы или военно-гражданские администрации).

Если на этом этапе решение не принято, полномочия получают:
- 27 января — 27 апреля 2024: Сельские, поселковые, городские головы или лица, осуществляющие их полномочия;
- 27 апреля — 27 июля 2024: Председатели областных государственных администраций или лица, осуществляющие их полномочия.

Решение о переименовании населённых пунктов принимает Верховная Рада:
- 27 июля 2023 — 27 января 2024: Местная власть должна подать в Верховную Раду свои предложения;
- 27 июля 2023 — 27 января 2024: Кабинет Министров Украины должен провести консультации с представителями коренных народов и подать предложения по переименованию названий в Крыму.

При переименовании топонимов необходимо учитывать законы «О присвоении юридическим лицам и объектам права собственности имен (псевдонимов) физических лиц, юбилейных и праздничных дат, названий и дат исторических событий», «О географических названиях». Решения должны приниматься с учётом предложений ученых, мнения общества, рекомендаций Украинского института национальной памяти.
Если памятный знак имеет памятник охраны, необходимо соблюдать процедуры, предусмотренные законодательством об охране культурного наследия:
- достопримечательности местного значения — решение принимает Министерство культуры и информационной политики Украины по представлению органов охраны культурного наследия, Украинского общества охраны памятников истории и культуры, других общественных организаций, к уставным задачам которых относятся вопросы охраны культурного наследия. Срок: один месяц со дня получения представления.
- относительно памятников национального значения — Кабинет Министров Украины по представлению Украинского института национальной памяти. Срок: один год со дня получения представления;

До 27 июля 2023 года Кабинет Министров Украины по представлению Украинского общества охраны памятников истории и культуры пересматривает статус памятников и памятных знаков, являющихся объектами культурного наследия и содержащих символику российской имперской политики. Если запрещенная символика содержит только какой-то элемент, а не весь памятный знак, необходимо устранить только такой элемент.
Юридические лица, политические партии, объединения граждан должны устранить запрещенную символику из учредительных документов, названий, собственной символики до 27 августа 2023 года. Владельцы знаков для товаров и услуг, содержащие символику российской имперской политики, обязаны привести такие знаки в соответствие с законом до 27 октября 2023 года. Юридические лица освобождаются от уплаты админсбора при госрегистрации изменений в учредительные документы, связанные с исполнением закона о деколонизации. Деятельность тех, кто не выполнит требования закона, может быть запрещена.

### Исключения
- Фигуры, которые вместе с тем, что занимали руководящие должности в российских государственных образованиях от Московского царства до современной Российской Федерации или способствовали её политике, одновременно защищали политические, экономические, культурные права украинского народа, развивали украинскую национальную государственность, науку, культуру, однако это исключение не распространяется на работников советских органов госбезопасности;
- памятные знаки, связанные с сопротивлением и изгнанием нацистов из Украины;
- топонимы или названия в честь наименований российских городов и других географических, исторических и культурных объектов Российской Федерации, если они связаны с защитой прав или развитием украинского народа или с культурой порабощенных народов Российской Федерации;
- символика, в том числе памятные знаки, только потому, что была установлена во времена СССР или Российской империи и названия, только созвучные с именами или объектами, на которые распространяются предусмотренные законом ограничения;
- не распространяется запрет на объекты всемирного наследия, национальные музейный, архивный и библиотечные фонды, нагробные сооружения на территории мест захоронений, мест почетного захоронения на кладбищах, награды, полученные до вступления в силу закона. кроме символики современного российского военного вторжения в Украину, объекты антикварной торговли, частные коллекции и частные архивные собрания, документы;
- если использование символики российской имперской политики не приводит к её глорификации или оправданию, то она может присутствовать в: музейных экспозициях, тематических выставках, научных работах, произведениях искусства, реконструкциях исторических событий, атласах, картах, путеводителях, учебных материалах, информационных продуктах.